# Joseph Johann von Littrow
Joseph Johann von Littrow   (Horšovský Týn, 13 de març de 1781 - Viena, 30 de novembre de 1840) fou un astrònom i matemàtic txec.

## Vida i Obra
Von Littrow va estudiar a la universitat Carolina de Praga entre 1799 i 1802, any en què es va graduar en teologia i lleis. Després de fer de tutor privat d'un compte de Silèsia, va ser nomenat professor d'astronomia a la universitat de Cracòvia el 1807. Entre 1810 i 1816 ho va ser la universitat de Kazan, on va construir un observatori astronòmic. De 1816 a 1819 va ser co-director del observatori de Ofen (Budapest) i, a partir de 1819, va ser professor de la universitat de Viena i director del seu observatori.
Littrow va escriure nombrosos llibres d'astronomia que van tenir força èxit. Potser el més difós va ser Die Wunder des Himmels (Les meravelles del cel), publicat en tres volums entre 1833 i 1836.
El 1839 va publicar un atlas celeste amb el títol de Atlas des Gestirnten Himmels (Atlas dels cels estrellats) en el que va utilitzat el que avui es coneix com a projecció de Littrow.
També va publicar altres llibres intentant introduir mots com corografia o calendografia per a referir-se a les tasques dels astrònoms, però sense gaire èxit.
Finalment, també és recordat per haver estat el inventor d'un sistema per comunicar la nostra presència a l'univers a d'altres possibles habitants: es tractava d'un projecte majúscul al desert del Sàhara fent cremat querosè.